# 단술
단술 또는 감주(甘酒)는 쌀로 밥을 되직하게 지어 누룩을 부어 삭힌 음식이다. 한국의 전통주로 분류하기도 하지만 발효가 완전하지 않기 때문에, 술 성분은 매우 낮다. 여러 시간 동안 60도 정도의 온도에서 발효시켜 먹는다. 단 맛이 나며, 얼음을 넣어서 시원하게 먹기도 한다.
지역에 따라 식혜를 "단술"이라 부르는 곳이 있기도 하지만, 알코올 성분이 있는 술인 단술은 알코올 성분이 없어 술로 분류하지 않는 식혜와 구분된다. 또 일본의 음료인 아마자케와는 한자로는 이름이 같으나 알코올이 없는 일반 음료인 반면, 단술이 알코올 음료라는 점에서 다르다. 한편 단술에서 밥풀을 걸러낸 뒤 용액을 솥에 넣고 끓이면 찐득한 액체가 만들어지는데, 이것을 물엿이라 한다.

## 역사
조선에서는 단술을 예주(醴酒)라고 불렀다. 보리를 물에 담가 불려 싹이 나오는 것을 기다렸다가 햇볕에 말린 뒤, 가루로 만들어 물을 타 고운 체로 거른 후 시루에서 쪄낸 밥을 넣고 보온해 발효시켜 만들었다. 〈농가월령가〉의 6월가에도 등장하며, 일꾼들이 일하며 마시던 농주이기도 했다.
조선 영조는 즉위부터 금주령을 엄격하게 지켜, 국가 행사인 종묘 제사와 중국 사신 접대에도 술 대신 단술을 사용하였다는 기록이 남아 있다. 신하들이 "외국 사신에게 술 대신 단술을 주는 것은 외교 관례에 어긋난다."고 하자 "우리나라에서는 지금 제사에도 단술을 사용한다고 하라"고 답했다.
한편 왕세자가 부인을 맞이할 때 임금인 아버지가 조상신 앞에서 술 한잔을 올리고, 이를 왕세자에게 음복하게 하여 훈계하는 의식이 있었는데 여기에 예주를 쓰기도 하였다. 신랑 될 왕세자가 성인으로서 가져야 할 마음가짐을 다지게 하는 의례인 임헌초계의(臨軒醮戒儀), 그리고 신랑인 왕세자가 신부집으로 신부를 맞이하러 오기에 앞서 신부 아버지가 딸에게 시집생활에서의 몸가짐과 마음가짐에 대해 조상신 앞에서 훈계하는 의례인 예녀우방중(醴女于房中)을 진행할 때 쓰는 술에 예주를 사용하였다.

## 만드는 법
단술은 가정에 있는 압력밥솥으로도 만들 수 있다. 밥솥의 3분의 1 정도 분량의 된밥에, 더운 물로 20분에서 30분 정도 우려낸 엿기름을 걸러서 밥솥의 4분의 3 정도로 붓고, 숟가락으로 저어서 밥이 전부 풀리게 한다. 이후 뚜껑을 덮고 보온 스위치를 누른다. 이때 취사 스위치를 눌러 끓게 해 버리면 단술이 되지 않는데, 엿기름 속 아밀레이스 효소가 분해 기능을 상실해 버리기 때문이다.
보온한 지 몇 시간 되어 밥풀이 몇 개 동동 뜨기 시작하면, 쌀 속의 전분은 분해되고 껍질만 남아서 뜨는 것이기에 완성된 것이다. 이렇게 만들어진 단술을 뚜껑을 연 채로 취사 버튼을 눌러 몇 분 정도 끓이면 엿기름의 비린내가 사라진다. 완성된 단술은 별로 달지 않기에, 설탕을 넣어 단맛을 조정해야 한다. 고두밥에 엿기름 액을 적게 부어 고농도로 해 주면 제법 단맛이 나오지만 단술의 양은 얼마 되지 않는다.
시중에 판매되는 단술 제품은 설탕을 넣어 맛을 낸 것이며, 분해된 밥풀만 들어갔을 뿐 원래의 단술과는 거리가 있는 음료이다. 단술 특유의 맛은 엿기름에서 비롯된다.

## 같이 보기
- 한국 문화
- 식혜
- 아마자케 - 일본의 감주 격